# Fińscy posłowie do Parlamentu Europejskiego 2004–2009
Fińscy posłowie VI kadencji do Parlamentu Europejskiego zostali wybrani w wyborach przeprowadzonych 13 czerwca 2004.

## Lista posłów
Wybrani z listy Partii Koalicji Narodowej
- Ville Itälä
- Eija-Riitta Korhola
- Sirpa Pietikäinen, poseł do PE od 4 kwietnia 2008
- Eva-Riitta Siitonen, poseł do PE od 1 stycznia 2009

Wybrani z listy Partii Centrum
- Anneli Jäätteenmäki
- Samuli Pohjamo, poseł do PE od 23 kwietnia 2007
- Hannu Takkula
- Kyösti Virrankoski

Wybrani z listy Socjaldemokratycznej Partii Finlandii
- Lasse Lehtinen
- Riitta Myller
- Reino Paasilinna

Wybrany z listy Szwedzkiej Partii Ludowej
- Henrik Lax

Wybrany z listy Sojuszu Lewicy
- Esko Seppänen

Wybrana z listy Ligi Zielonych
- Satu Hassi

Byli posłowie VI kadencji do PE
- Paavo Väyrynen (wybrany z listy Partii Centrum), do 18 kwietnia 2007, zrzeczenie
- Alexander Stubb (wybrany z listy Partii Koalicji Narodowej), do 3 kwietnia 2008, zrzeczenie
- Piia-Noora Kauppi (wybrana z listy Partii Koalicji Narodowej), do 31 grudnia 2008, zrzeczenie